# Stanley Cavell
Stanley Louis Cavell, född Goldstein den 1 september 1926 i Atlanta, Georgia, död 19 juni 2018 i Boston, Massachusetts, var en amerikansk filosof. Han innehade som emeritus Walter M. Cabot-professuren i estetik och generell värdeteori vid Harvard University.
Cavell är en filosof som fostrats i den anglo-amerikanska analytiska traditionen vid Harvard, där han studerade för bland andra John Austin. Han hade dessutom en kandidatexamen i musikvetenskap från University of California, Berkeley. Den analytiska traditionen blandar han med tongivande tankar i den kontinentala filosofin; Cavell återkommer ofta till Ludwig Wittgenstein och Martin Heidegger, men även de amerikanska transcendentalisterna, i synnerhet Henry Thoreau och Ralph Waldo Emerson. Han förknippas med ett förhållningssätt till Wittgenstein som ibland kallas New Wittgenstein. Han har blivit känd för att behandla film och skönlitteratur i sina filosofiska avhandlingar, och för att överföra Wittgensteins teorier till estetiken. 
En av hans mest kända böcker är The Claim of Reason: Wittgenstein, Skepticism, Morality, and Tragedy (1979), som utgör själva navet i hans arbete, och bygger på den avhandling som gav honom doktorstiteln. 
Ett senare verk av Cavell är Cities of Words: Pedagogical Letters on a Register of the Moral Life (2004), i vilken han utrönar historien till den ”etiska perfektionismen”, det vill säga vad han uppfattar som ett förhållningssätt i moralfilosofin vilket han anser genomsyrar skönlitteraturen genom den västerländska filosofins historia. Han hade i tidigare verk banat vägen för sin analys, genom att öppna litteraturgenren med studier av Emerson, och fortsätter i denna med att föreslå sätt att studera filosofin likväl som filmen, som fält som intagits av perfektionistiska element.
Cavell var tidigare ordförande för American Philosophical Association.